# 稚内市公園スキー場
稚内市公園スキー場（わっかないしこうえんスキーじょう）は日本の北海道稚内市、稚内公園内にあったスキー場である。施設の老朽化等により、2006年3月21日で廃止された。

## 概要
- 1978年（昭和53年）に開設されたスキー場である。
- 市内の小中学校・高等学校のスキー授業で利用されていた。
- ロープウェイ以外の交通機関がないのが難点。（道路が冬季閉鎖されているため）
- 2003年以降はナイター営業もしていなかった。

## コース
コースは3つであった。（過去には第2リフトがあり5コースあった）
- アルペンコース
- サハリンコース
- 松の沢コース

かつては第2リフトよりに
- オホーツクコース
- ファミリーコース

が存在した。
- 最大傾斜は25度・最長距離は400mある。
- 天気の良い日は、利尻島・礼文島・サハリン（樺太）が望める。

## 索道
- 廃止直前はリフトが1本のみであった。（ペアリフト）

## リフト料金
- 1日券・・1500円
- 11回券・・1000円
- シーズン・18000円
- 中学生以下は半額。稚内こまどりスキー場と共通である。
- 3月4日より廃止日まで、リフトは無料開放されていた。

## アクセス
- 稚内駅より徒歩5分にある稚内公園ロープウェイ山頂駅より徒歩5分

## 現況
- スキー場の各施設は、2007年8月にすべて撤去され、広大な原野だけが広がっている。